# Бозоба (Казталовский район)
Бозоба (каз. Бозоба) — село в Казталовском районе Западно-Казахстанской области Казахстана. Входит в состав Казталовского сельского округа. Код КАТО — 274830200.

## Население
В 1999 году население села составляло 270 человек (144 мужчины и 126 женщин). По данным переписи 2009 года, в селе проживали 242 человека (121 мужчина и 121 женщина).